# Pisco-de-peito-azul

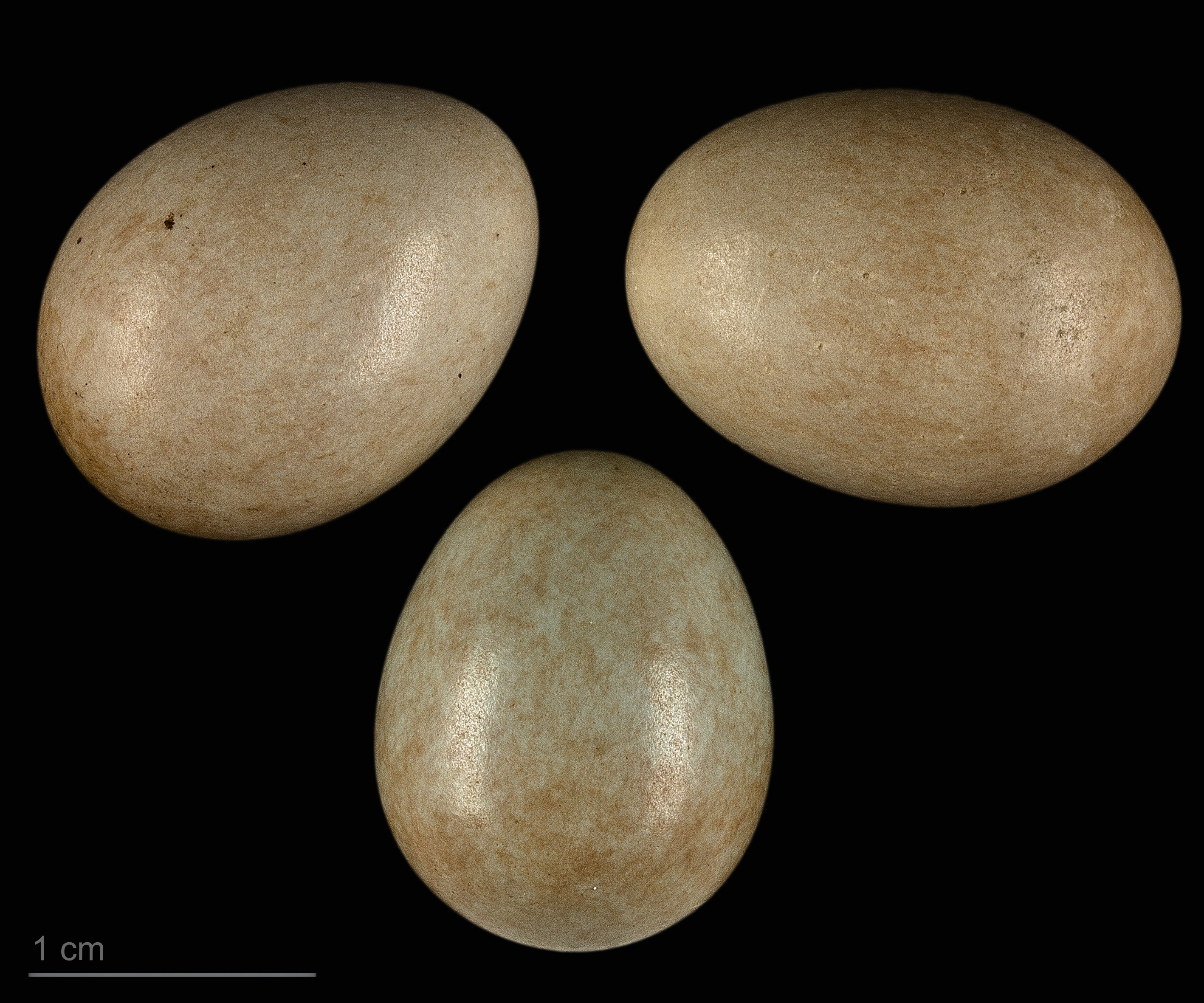
Luscinia svecica cyanecula - MHNT

O pisco-de-peito-azul (Luscinia svecica) é uma ave da família Turdidae.

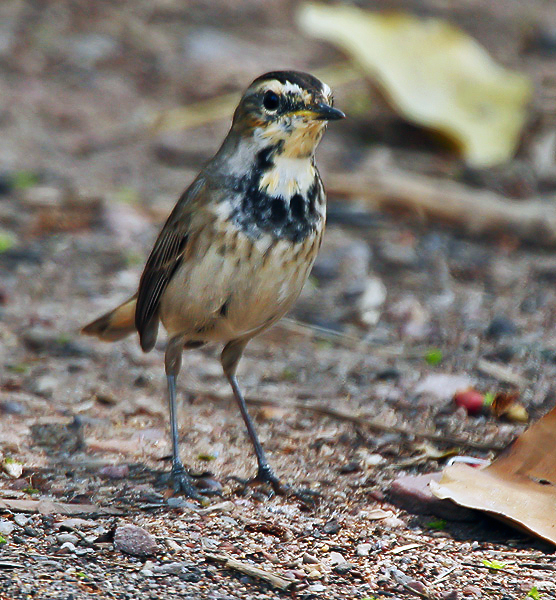
Exemplar fêmea de Luscinia svecica.

Tem cerca de 13–14 cm de comprimento e caracteriza-se pela mancha azul no peito, que contudo pode estar ausente na fêmea.
Frequenta sobretudo habitats aquáticos com alguma vegetação emergente, como sejam caniçais, sapais e margens de lagoas ou açudes.
Em Portugal o pisco-de-peito-azul é uma espécie sobretudo invernante, mas alguns indivíduos passam no território nacional a caminho de África.